# Амалиада
Амалиада (на гръцки: Αμαλιάδα) е град в Гърция. Населението му е 16 763 жители (по данни от 2011 г.). Намира се в часова зона UTC+2. Пощенските му кодове са 272 00, 270 69, 273 00, телефонния 26220, а МПС кода е ΗΑ.